# Copa Callao
La Copa Callao es una competición amistosa organizada por el club Sport Boys como parte de la pretemporada para el Campeonato Descentralizado 2007. Este torneo se jugó en enero del 2007, teniendo como sede el Estadio Miguel Grau en la ciudad del Callao, puerto del Perú. En esta edición se enfrentaron solamente equipos peruanos. Estos fueron el Deportivo Municipal, Sport Boys, Cienciano y la Universidad San Martín de Porres. Se jugó bajo el formato de eliminación directa desde semifinales y resultó campeón el Deportivo Municipal tras vencer al organizador Sport Boys en semifinales y a Cienciano por penales en la final.
Actualmente el Torneo de Fútbol Copa Callao la organiza la Agremiación Deportiva del Callao, desde el año 2015, donde participan sólo los Clubes de todo a nivel Callao.

## Sede
El estadio de la Copa Callao fue:
| Ciudad | Estadio             | Capacidad |
| ------ | ------------------- | --------- |
| Callao | Estadio Miguel Grau | 17 000    |

## Resultados

### Semifinales
| 26 de enero de 2007 | Cienciano                                     | 2:2 (1:1) (5:3 p.)         | Universidad San Martín de Porres                         | Miguel Grau, Callao                                                       |                                                                           |
|                     | Mostto 27' 71'                                |                            | 44' Leguizamón · 61' García                              | Asistencia: Sin datos sobre espectadores Árbitro(s): Alejandro Villanueva | Asistencia: Sin datos sobre espectadores Árbitro(s): Alejandro Villanueva |
|                     |                                               | Tiros desde el punto penal |                                                          |                                                                           |                                                                           |
|                     | Mariño · Guevara · Fernández · Saraz · Pisano |                            | Del Solar · Leguizamón · Antonio Meza-Cuadra · Fernández |                                                                           |                                                                           |

| 26 de enero de 2007 | Sport Boys | 1:2 (¿:?) | Deportivo Municipal   | Miguel Grau, Callao                          |                                              |
|                     | Zegarra    |           | 26' Sheput · Montalva | Asistencia: 6753 espectadores Árbitro(s): ¿? | Asistencia: 6753 espectadores Árbitro(s): ¿? |

### Tercer puesto
| 28 de enero de 2007 | Sport Boys | 0:1 (0:0) | Universidad San Martín de Porres | Miguel Grau, Callao                                     |                                                         |
|                     |            |           | Callerino 76'                    | Asistencia: Sin datos sobre espectadores Árbitro(s): ¿? | Asistencia: Sin datos sobre espectadores Árbitro(s): ¿? |

### Final
| 28 de enero de 2007 | Deportivo Municipal                           | 0:0 (5:3 p.)               | Cienciano                                        | Miguel Grau, Callao                                                    |  |
|                     |                                               |                            |                                                  | Asistencia: Sin datos sobre espectadores Árbitro(s): Miguel Magallanes |  |
|                     |                                               | Tiros desde el punto penal |                                                  |                                                                        |  |
|                     | Mariño · Guevara · Fernández · Saraz · Pisano |                            | Del Solar · Leguizamón · Meza-Cuadra · Fernández |                                                                        |  |

|                                         |
| Campeón Deportivo Municipal 1.er título |